# Evgeniia Lopareva
Evgeniia Aleksandrovna Lopareva (en russe : Евгения Александровна Лопарёва)  née le 30 mai 2000 est une patineuse en danse sur glace franco-russe qui concourt pour la France. Avec son partenaire, Geoffrey Brissaud, elle remporte par trois fois le titre de championne de France et est médaillée d'argent des championnats d’Europe 2025.

## Carrière

### Premières années
Dès l’âge de 4 ans, elle se promenait avec sa mère et quand elle vit une patineuse faire une pirouette, ce fut un déclic qui lui donna l’envie de patiner.
Elle a commencé sa carrière en représentant la fédération de Russie avec son premier partenaire, Alexey Karpushov. Les deux patineurs font leurs débuts lors de l’International Skating Union Junior Grand Prix  en septembre 2016, se classant quatrième à Ostrava, en République tchèque. Ils obtiennent le même résultat au JGP d’Autriche en  2018. Le couple met fin à son partenariat juste avant le début de la saison de patinage artistique 2018-2019.

### La saison 2018-2019
Juste avant la reprise de la saison 2018-19, Evgeniia Lopareva s’associe au patineur français Geoffrey Brissaud et concourt à partir de ce moment pour la France. A l’occasion du Trophée de danse Egna 2019, la paire de danseurs sur glace remporte la médaille d’argent. Elle se classe par la suite à la dixième place des Championnats du Monde juniors de patinage artistique en 2019

### Saison 2019-20: débuts internationaux seniors
Le couple Lopareva/Brissaud fait ses débuts internationaux seniors en septembre à l’occasion du  Trophée commémoratif CS Nepela 2019. Le couple se classe à la huitième position en danse rythmique mais fait une remontée en danse libre (quatrième) pour terminer sixième au classement général. Ils établissent tous deux de nouveaux records personnels dans les différents programmes. 
Au CS Varsovie Cup 2019, Lopareva et Brissaud établissent un nouveau record personnel en danse rythmique. Après avoir décroché la médaille de bronze aux championnats de France seniors, ils participent pour la première fois aux Championnats d'Europe et se classent quinzièmes.

### Saison 2020-2021: débuts aux Championnats du Monde
La paire Lopareva/Brissaud aurait dû faire ses débuts en Grand Prix aux Internationaux de France 2020, mais l'événement étant annulé en raison de la pandémie de COVID-19, elle les fera aux Championnats du monde 2021 à Stockholm, avec une dix-septième place. L’autre couple de danse sur glace français s’étant classé à la seizième place, la paire Lopareva/Brissaud ne pourra pas prétendre à l’unique place pour la France pour participer aux Jeux olympiques d'hiver de 2022, ainsi qu'aux championnats du monde de l'année suivante.

### Saison 2021-22
Le couple commence sa saison avec le Trophée CS Lombardia 2021 en se classant huitième. Initialement programmés à la Coupe de Chine de la même année, mais à la suite de son annulation, Evgeniia Lopareva et Geoffroy Brissaud participent au Gran Premio d'Italia 2021. Ils se classent sixièmes de la compétition. Ils terminent par la suite à la quatrième place aux Internationaux de France de la même année, établissant de nouveaux records personnels. Evgeniia Lopareva se déclare  "très satisfaite du résultat" de leur première saison en Grand Prix.
Après avoir remporté une médaille d'argent à la Coupe Internationale de Nice, les deux patineurs remportent leur deuxième médaille d'argent nationale consécutive. Ils représentent la France aux Championnats d'Europe 2022 à Tallinn, où ils terminent neuvièmes.

### Saison 2022-2023
Le couple Lopareva/Brissaud remporte une médaille d'argent au Trophée CS Budapest 2022 lors de sa première apparition internationale de la saison. En l’absence de Gabriella Papadakis et de Guillaume Cizeron, il remporte la médaille de bronze pour son premier Grand Prix au Trophée de France 2022. Il termine également cinquième au Trophée NHK 2022 .
Aux championnats de France à Rouen, Evgeniia Lopareva et Geoffrey Brissaud remportent le premier titre national de leur carrière sur des musiques d’Edith Piaf. Ils totalisent 121.22 points sur le libre, et 198.09 points au final. Aux Championnats d'Europe 2023 à Espoo, ils terminent sixièmes en danse rythmique, ratant le dernier envol de la danse libre, terminant juste derrière les Tchèques Taschlerová/Taschler . Lors du programme de la danse libre, ils terminent devant le couple tchèque et cinquièmes au classement général. Aux Championnats du monde 2023, ils prennent la douzième place. Le couple Lopareva/Brissaud rejoint ensuite l'équipe de France pour les championnats du monde par équipes 2023, terminant cinquième en danse rythmique et quatrième en danse libre. L'équipe de France prend la cinquième place.

### Saison 2023-24
Lors de cette nouvelle saison, la paire Lopareva et Brissaud a souhaité patiner selon un choix moins conventionnel et a suivi la recommandation de ses entraîneurs en utilisant une chanson de Mylène Farmer pour son programme de danse rythmique. Son programme de danse libre étant lui basé sur une histoire « biographique » utilisant la musique du compositeur Sergueï Rachmaninov, avec Brissaud dans le rôle de Rachmaninov et Lopareva dans celui de sa « muse ».
Ils commencent ainsi la saison au CS Autumn Classic International 2023 en remportant la médaille d'argent. Ils sont par la suite invités à participer au Trophée Shanghai, remportant une deuxième médaille d'argent. En octobre, ils se placent 3èmes du Skate America, la première des six étapes du Grand Prix. Ils terminent troisièmes en danse rythmique, à seulement 0,60 point de leurs camarades d'entraînement canadiens Lajoie/Lagha, et également troisièmes dans la danse libre, quoique légèrement plus loin derrière la seconde place. Lopareva qualifie le résultat de "très, très intéressant" compte tenu de la forte concurrence.  
Avec le Trophée de France à domicile, Lopareva et Brissaud prennent la troisième place lors des deux programmes et remportent la médaille de bronze. Ils déclarent avoir l'impression de s’améliorer petit à petit, étape par étape. Le podium des médailles reste le même que l'année précédente avec l'or pour Guignard/Fabbri, l'argent pour Fournier Beaudry/Sørensen et le bronze pour la paire française Lopareva/Brissaud. Le duo remporte l'or à la Coupe CS Varsovie 2023.
Enfin, après avoir conservé leur titre national, Lopareva et Brissaud participent aux Championnats d'Europe 2024, où ils se classent quatrièmes au classement général, à 6,20 points des médaillés de bronze lituaniens  Reed/Ambrulevičius.
Lors des championnats du Monde de Montréal en 2024, ils se classent à la huitième place.

### Saison 2024-2025
Lopareva et Brissaud remportent la médaille d'argent aux Championnats d'Europe de patinage artistique 2025 à Tallinn.
Lors des championnats du Monde de Boston en 2025, ils se classent à la huitième place. 

## Palmarès
| Compétition                                                             | 2019    | 2020    | 2021    | 2022    | 2023    | 2024    | 2025    |  |  |  |  |  |  |  |
| Jeux olympiques d'hiver                                                 |         |         |         |         |         |         |         |  |  |  |  |  |  |  |
| Championnats du monde                                                   |         | CA      | 17e     |         | 12e     | 8e      | 8e      |  |  |  |  |  |  |  |
| Championnats d'Europe                                                   |         | 15e     | CA      | 9e      | 5e      | 4e      | 2e      |  |  |  |  |  |  |  |
| Championnats de France                                                  |         | 3e      | 2e      | 2e      | 1re     | 1re     | 1re     |  |  |  |  |  |  |  |
| Championnats du monde juniors                                           | 10e     |         | CA      |         |         |         |         |  |  |  |  |  |  |  |
|                                                                         |         |         |         |         |         |         |         |  |  |  |  |  |  |  |
| Grand Prix ISU                                                          | 2018/19 | 2019/20 | 2020/21 | 2021/22 | 2022/23 | 2023/24 | 2024/25 |  |  |  |  |  |  |  |
| Finale du Grand Prix                                                    |         |         | CA      | CA      |         |         | 6e      |  |  |  |  |  |  |  |
| Skate America                                                           |         |         |         |         |         | 3e      |         |  |  |  |  |  |  |  |
| Skate Canada                                                            |         |         | CA      |         |         |         | 3e      |  |  |  |  |  |  |  |
| Coupe de Chine                                                          |         |         |         | 6e      |         |         |         |  |  |  |  |  |  |  |
| Trophée de France                                                       |         |         | CA      | 4e      | 3e      | 3e      | 1re     |  |  |  |  |  |  |  |
| Coupe de Russie                                                         |         |         |         |         |         |         |         |  |  |  |  |  |  |  |
| Trophée NHK                                                             |         |         |         |         | 5e      |         |         |  |  |  |  |  |  |  |
| Légende : CA = Compétitions annulées à cause de la pandémie de Covid-19 |         |         |         |         |         |         |         |  |  |  |  |  |  |  |

## Programmes

### Avec Brissaud
| Saison    | Danse rythmique | Danse libre | Gala                                                                                   |
| --------- | --- | --- | -------------------------------------------------------------------------------------- |
| 2024-2025 | - Nightflight to Venus - Rasputin - Rasputin (bassflow 4.0 mix) de Boney M. choré. par Guillaume Cizeron, Romain Haguenauer                         | - Elephant - Fugue in D Minor - 360 de BFRND. choré. par Guillaume Cizeron, Romain Haguenauer                                                               |                                                                                        |
| 2023-2024 | - Sans contrefaçon - Tristana de Mylène Farmer choré. par Guillaume Cizeron, Romain Haguenauer                                                      | - Élégie en mi bémol mineur, op. 3, n ° 1 - Prélude en do dièse mineur, op. 3, n ° 2 de Sergei Rachmaninoff choré. par Guillaume Cizeron, Romain Haguenauer | - Feux de la rampe - La ruée vers l'or - Les temps modernes de Charlie Chaplin         |
| 2022-2023 | - Rhumba: Paxi Ni Ngongo de Bonga - Samba: Magalenha de Sérgio Mendes choré. par Guillaume Cizeron, Diana Ribas                                     | - L'Accordéoniste - Mon Dieu de Édith Piaf choré. par Guillaume Cizeron, Diana Ribas                                                                        | - Feux de la rampe - La ruée vers l'or - Les temps modernes de Charlie Chaplin         |
| 2021-2022 | - Hip Hop: The Next Episode de Dr. Dre & Snoop Dogg - Blues: Killing Me Softly with His Song de The Fugees - Hip Hop: Jump Arround de House of Pain | - Adagio In Sol Minores Mi 26 de Hauser - Allegretto de Karl Jenkins                                                                                        | - La vie en rose de Édith Piaf - I Like to Move It de Reel 2 Real ft. The Mad Stuntman |
| 2019-2021 | - Foxtrot: Too Darn Hot - Quickstep: Too Darn Hot - Swing: Too Darn Hot (from Kiss Me, Kate) de Cole Porter                                         | - Adagio for Tron (issu de Tron: Legacy) par les Daft Punk - Bell Kiss de Huggy and Dean Newton                                                             |                                                                                        |
| 2018-2019 | - Tango: El Choclo | - Danse macabre de Camille Saint-Saëns |                                                                                        |

### Avec Karpushov
| Saison    | Danse rythmique                                                            | Danse libre                                                                                      |
| --------- | -------------------------------------------------------------------------- | ------------------------------------------------------------------------------------------------ |
| 2017-2018 | - Cha Cha: Kiss de Tom Jones - Samba: In Style and Rhythm de Tom Jones     | - Chanson moldave de Emir Kusturica - Makis-Makis de Goran Bregović - Mesečina de Goran Bregovic |
| 2016-2017 | - Blues: The Here And After de Jun Miyake - Swing: Forces, Darling de Koop | - Forces, Darling de Amon Tobin - Bloodstone de Amon Tobin                                       |